# Acacia parviflora
Acacia parviflora é uma espécie de leguminosa do gênero Acacia, pertencente à família Fabaceae.